# Arte sequencial
Nos estudos sobre quadrinhos, arte sequencial é um termo proposto pelo quadrinista Will Eisner para descrever formas de arte que usam imagens empregadas em uma ordem específica para fins de narrativa gráfica, ou seja, narração de histórias gráficas ou transmitir informações. O exemplo mais conhecido de arte sequencial são as histórias em quadrinhos, mas o termo também é aplicado a outros meios de comunicação, como filmes, animações ou storyboards.

## Etimologia
O termo "arte sequencial" foi cunhado em 1985 pelo quadrinista Will Eisner em seu livro Comics and Sequential Art.  Eisner analisou essa forma em quatro elementos: design, desenho, caricatura e escrita.
Scott McCloud, outro quadrinista, elaborou mais a explicação, em seus livros Understanding Comics (1993) e Reinventing Comics (2000). Em Understanding Comics, ele observa que o rolo de filme, antes que ele esteja sendo projetado, poderia ser visto como uma história em quadrinhos muito lenta.
Termos relacionados incluem: narrativa visual, narrativa gráfica, narrativa pictórica, narrativa sequencial, narrativa pictórica sequencial, narrativa sequencial, literatura gráfica, literatura sequencial e ilustração narrativa. O termo relacionado escultura sequencial também foi usado.